# Fernando Altimani
Fernando Altimani, född 8 december 1893 i Milano, död 2 januari 1963, var en italiensk friidrottare.
Altimani blev olympisk bronsmedaljör på 10 kilometer gång vid sommarspelen 1912 i Stockholm.